# Teppo Raikas
Teppo Raikas (9 de octubre de 1883 – 9 de mayo de 1916) fue un actor, director y guionista cinematográfico. 

## Biografía
Su verdadero nombre era Wäinö Teofilus Durchman, y nació en Víborg, Finlandia, siendo sus padres Anders Gerhard Durchman (1851–1917) y Anna Maria Wirman (1857). Era hermano de Yrjö Raikas (1888–1962), un influyente político nacionalsocialista en los años 1930 y 1940.
Raikas fue estudiante desde 1903 en el Licel Clásico de Víborg (Viipurin klassillinen lyseo), y actor en el Teatro Nacional de Finlandia a partir de 1905.
Formó parte del rodaje de los dos primeros largometrajes finlandeses: Salaviinanpolttajat (1907) y Sylvi (1913). Protagonista de Salaviinanpolttajissa, encarnando a un contrabandista, la película tuvo una buena acogida por el público. En Sylvi, Raikas interpretó al arquitecto Viktor Hoving. 
En 1911 Raikas dirigió Anna-Liisa, primera versión cinematográfica de la novela de Minna Canth. Además, ese mismo año escribió el guion de Hyökyaaltoja. Apenas se ha conservado metraje de ambas cintas.
Teppo Raikas fue fundador del Sindicato de Actores de Finlandia (Suomen Näyttelijäliitto), siendo elegido el 27 de mayo de 1913 el primer presidente de la organización.
Teppo Raikas falleció en el año 1916 en Finlandia.